# Anoplophora chinensis
Anoplophora chinensis — вид жуков подсемейства ламиин (Lamiinae) семейства усачей (Cerambycidae). 
Жук длиной от 22 до 40 мм. Характеризуется вид голыми надкрыльями, зернисто-бугорчатыми на основании и несущими многочисленные белые волосяные пятна, отсутствием густого покрова на верхней стороне тела и на голове, очень неровной на диске переднеспинкой. Яйцо длиной в 5 мм. Личинка длиной до 45 мм.

## Распространение
Распространён в Корее, Китае (от северо-восточной граница до Юньнани и на Тайваня), Мьянме и Японии, Интродуцирован в Северную Америку.

### Интродукция
Первоначальным ареалом вида являлись территории Китая, Кореи и Японии, а также местами на Тайване, на Филиппинских островах, в Индонезии, Малайзии, Бирме и Вьетнаме. В Северной Америке не было основавшихся популяций жука, кроме перехватов некоторых портов ввоза, до момента местной инвазии в город Tukwila - штат Вашингтон, где он впервые был обнаружен, в 2001 году, на клёне (Acer), импортированного из Кореи. Вскоре после этого были приняты меры по искоренению вида. На 2005 год известия о новых инвазии не поступало

## Экология

### Естественные враги
На жуках паразитируют нематоды вида Steinernema feltiae (энтомопатогенные нематоды), энтомопатогенные грибки видов грибки вида Beauveria bassiana и Beauveria brongniartii.

## Экономическое значение
Anoplophora chinenis серьёзный вредитель цитруса в Китае. Насчитывается 40 видов крепкоствольных деревьев, являющихся кормовыми растениями для личинки жука, 
Жук является серьёзной угрозой фруктовым и лесным видам деревьев в Северной Америке, поскольку в отличие от многих местных насекомых-дендрофагов главным образом развивающихся внутри стволов мёртвых деревьев, он развивается в живых.

## Изменчивость
В виде выделяют два подвида.

### Anoplophora chinensis chinensis
Anoplophora chinensis chinensis (Forster, 1771) — номинативный подвид, распространённый в Китае, на Филиппинах, в Южной Корее, Северной Кореи и во Вьетнаме.
Синонимы:
- Calloplophora sepulcralis Thomson, 1865
- Anoplophora sepulchralis (Thomson) Breuning, 1944 (написание с ошибкой)

## Галерея

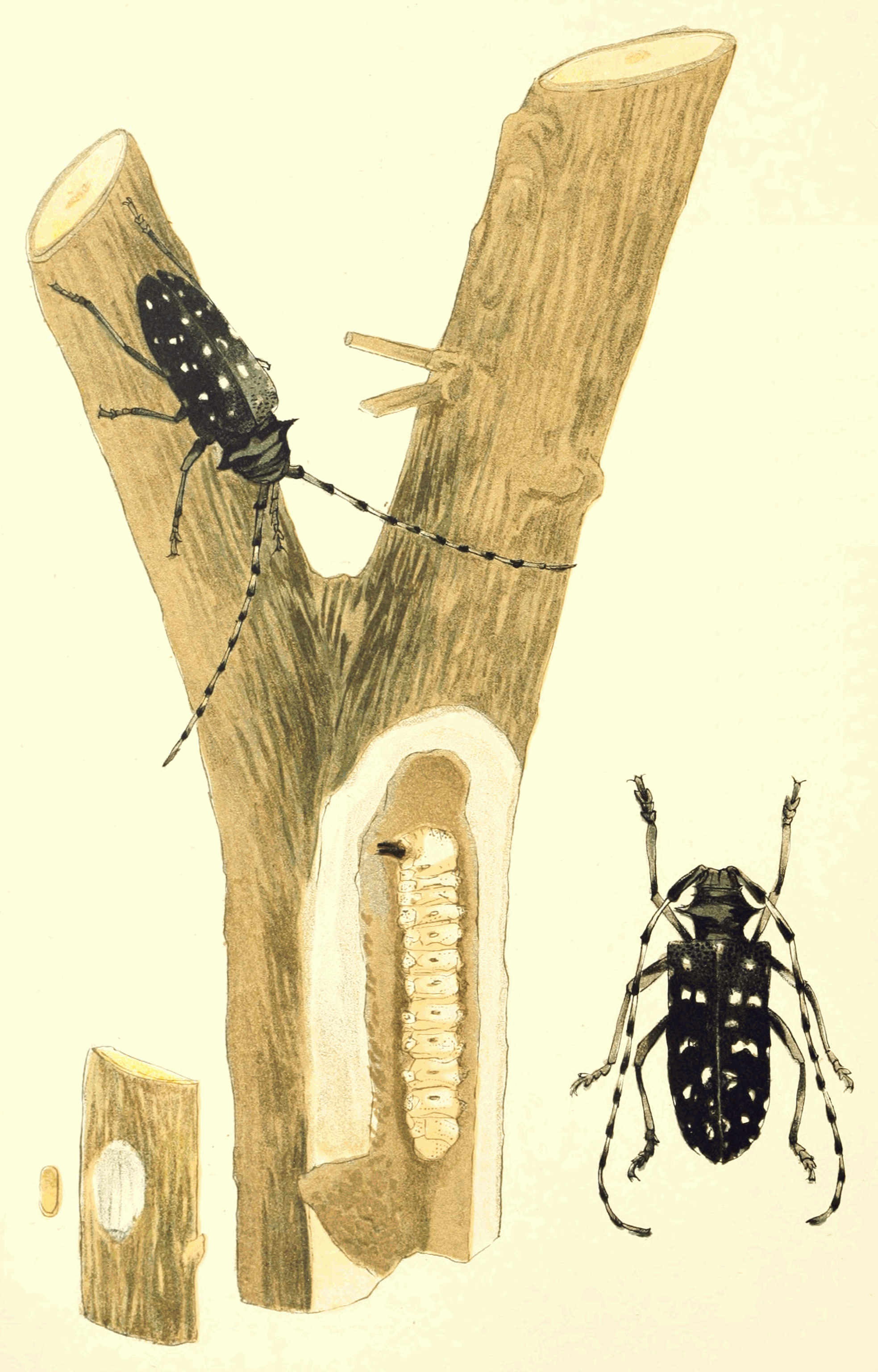
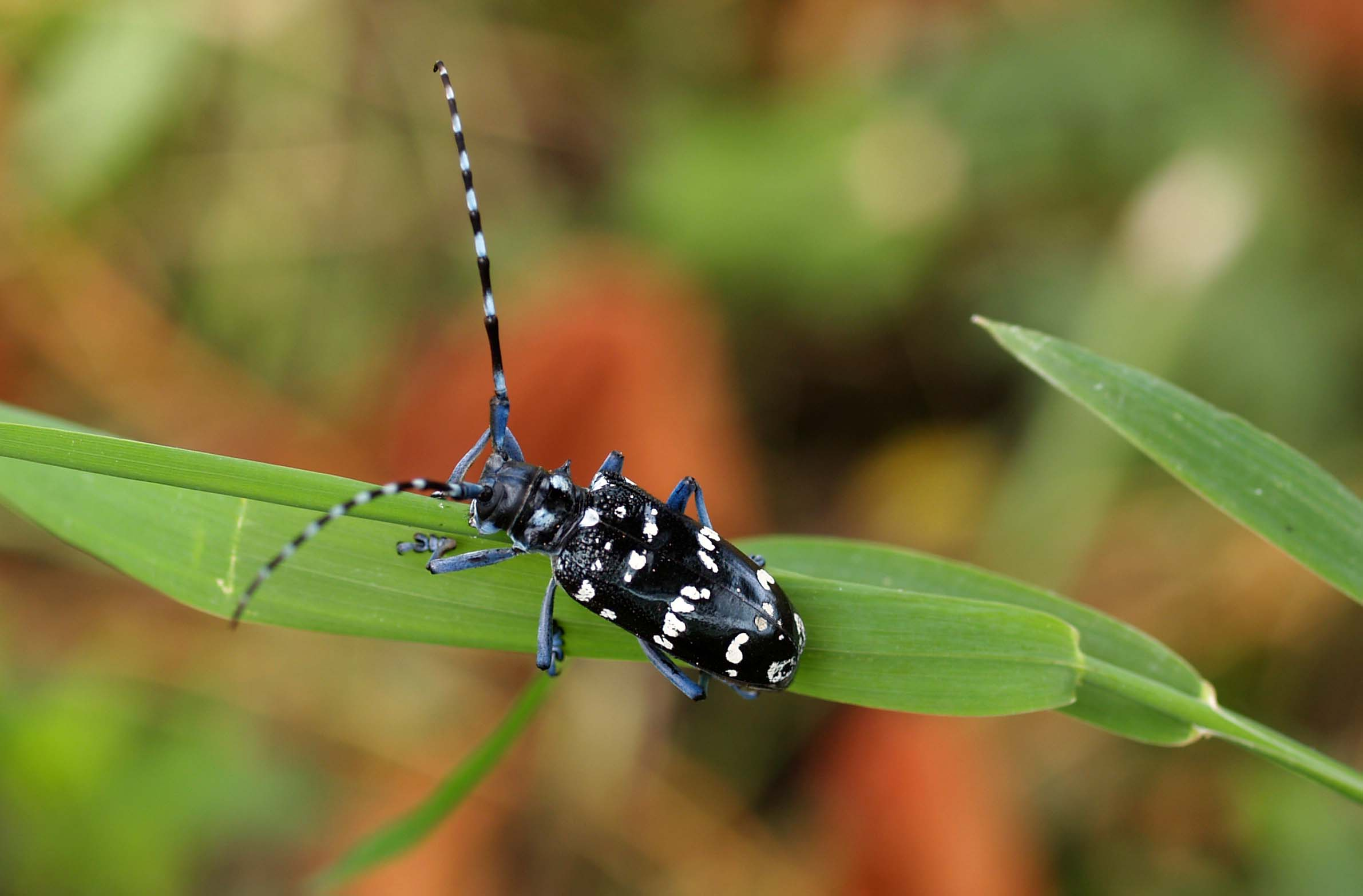
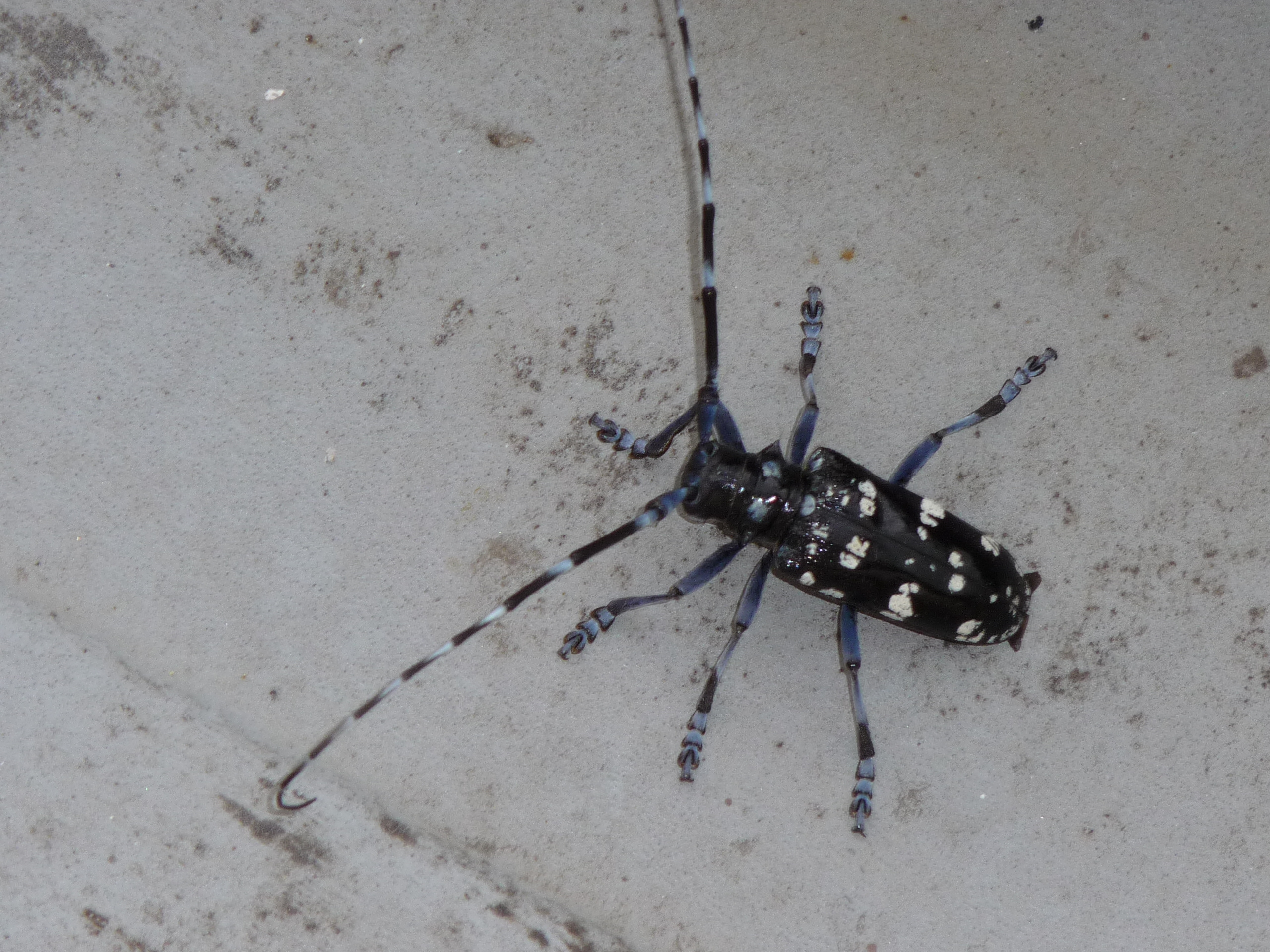
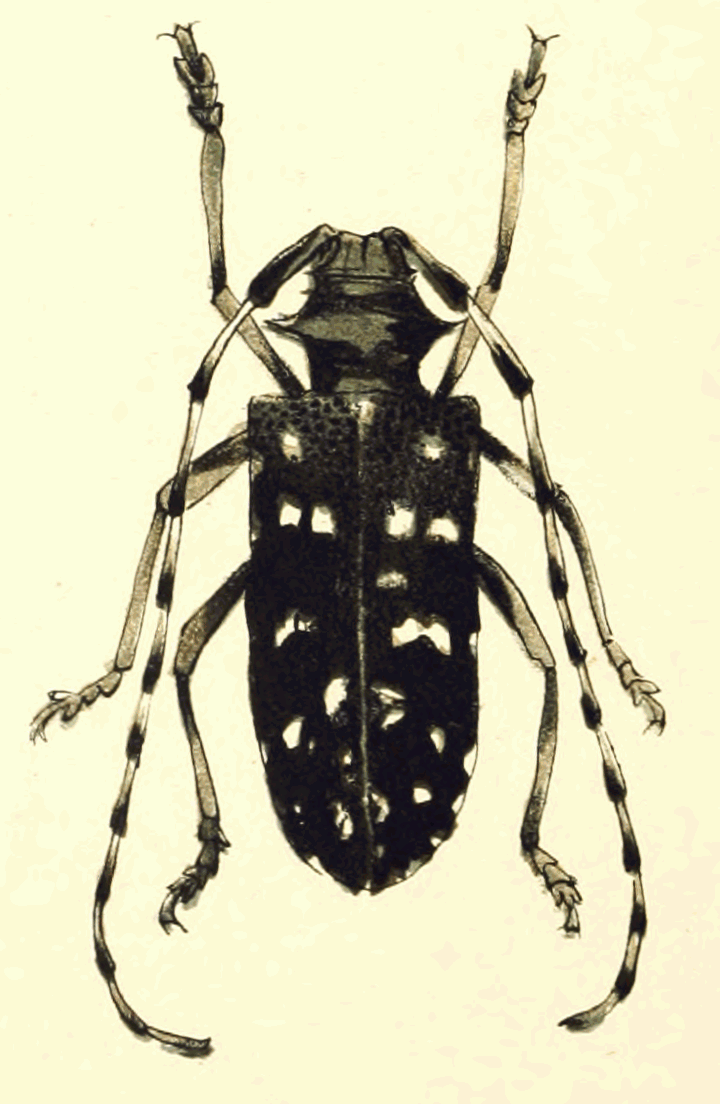

### Anoplophora chinensis malasiaca
Anoplophora chinensis malasiaca (Thomson, 1865) — подвид, распространённый Японии и Малайзии. Кормовым растением подвида является личи (Litchi chinensis).
Синонимы:
- Anoplophora malasica (Thomson) Niisato, 1994
- Calloplophora malasiaca Thomson, 1865
- Melanauster perroudi Pic, 1953